# EA Sports UFC 5
EA Sports UFC 5 é um jogo eletrônico de simulação de artes marciais mistas desenvolvido pela EA Vancouver e publicado pela Electronic Arts. Lançado em 27 de outubro de 2023, o título é a quinta edição principal da série EA Sports UFC, baseada no Ultimate Fighting Championship (UFC), a maior organização de MMA do mundo. Disponível para os consoles PlayStation 5 e Xbox Series X/S, o jogo traz aprimoramentos gráficos, melhorias na jogabilidade e novos recursos que buscam oferecer uma experiência mais autêntica e envolvente para os fãs do esporte.

## Jogabilidade
A jogabilidade de EA Sports UFC 5 foi significativamente aprimorada em relação aos títulos anteriores da franquia, com o objetivo de oferecer uma experiência mais realista e imersiva. Uma das principais inovações é o uso da tecnologia Frostbite, que permite gráficos mais detalhados e animações fluídas, capturando de forma autêntica os movimentos e impactos das lutas. O sistema de danos foi reformulado para incluir efeitos visuais mais realistas, como cortes, hematomas e inchaços que se desenvolvem de maneira dinâmica durante os combates, afetando o desempenho dos lutadores.
O jogo introduz um novo sistema de submissões e clinches, oferecendo controles mais intuitivos e estratégicos. Além disso, as transições no chão e o combate em pé foram refinados para garantir maior precisão e responsividade. O modo carreira foi expandido, permitindo aos jogadores gerenciar o treinamento, desenvolver habilidades e tomar decisões que influenciam a trajetória de seus personagens no UFC.
Outro destaque é o modo online, que conta com lutas ranqueadas, eventos ao vivo e competições semanais. EA Sports UFC 5 também oferece uma vasta seleção de lutadores e arenas licenciadas, permitindo aos jogadores reviver confrontos icônicos ou criar suas próprias rivalidades. Com níveis ajustáveis de dificuldade e opções de personalização, o jogo se adapta tanto a iniciantes quanto a veteranos da série.
O modo carreira em EA Sports UFC 5 é um dos pilares da experiência para um jogador, oferecendo uma jornada imersiva na trajetória de um atleta rumo ao topo do Ultimate Fighting Championship (UFC). O modo foi aprimorado em relação às edições anteriores, incluindo novos elementos de realismo e personalização.
Os jogadores começam criando seu lutador personalizado, com opções detalhadas de aparência, estilo de luta e habilidades iniciais. A partir daí, o personagem inicia sua carreira em organizações menores, com o objetivo de impressionar olheiros e ganhar um contrato com o UFC. O progresso no modo carreira é influenciado por escolhas estratégicas, como a seleção de treinos, parceiros de sparring e ajustes no plano de luta para cada adversário.
A evolução do personagem ocorre por meio de um sistema de desenvolvimento de habilidades, que permite ao jogador melhorar atributos específicos, aprender novos golpes e adotar estratégias adaptáveis a diferentes estilos de combate. O jogo também inclui eventos de mídia e interações fora do octógono, como rivalidades com outros lutadores, gerenciamento de fama e decisões que podem afetar a reputação do atleta no mundo do MMA.

## Desenvolvimento
O desenvolvimento de EA Sports UFC 5 foi conduzido pela EA Vancouver, com a tecnologia Frostbite sendo utilizada pela primeira vez na franquia para elevar o realismo gráfico e as animações. Segundo Brian Hayes, diretor criativo do jogo, a escolha do motor Frostbite foi um passo essencial para melhorar os detalhes visuais e a física dos combates, trazendo mais autenticidade para cada movimento e impacto dentro do octógono.
O foco no realismo também guiou o redesenho do sistema de danos. Hayes afirmou que a equipe trabalhou em estreita colaboração com consultores do UFC para reproduzir efeitos visuais de cortes, hematomas e inchaços de forma dinâmica e fiel, o que influenciaria diretamente o desempenho dos lutadores . Além disso, o jogo incorpora mudanças baseadas no feedback da comunidade, como controles mais responsivos no chão e em pé, melhorando a experiência de jogabilidade em relação às edições anteriores.
Outro aspecto importante do desenvolvimento foi a inclusão de modos de jogo mais acessíveis e desafiadores. De acordo com a EA, o objetivo era criar uma experiência que agradasse tanto aos novatos quanto aos veteranos da série. O modo carreira, por exemplo, foi expandido para incluir eventos fora do octógono, como rivalidades e gerenciamento de lesões, trazendo uma dimensão narrativa ao progresso do jogador.
O jogo também se beneficiou de uma colaboração estreita com o UFC, garantindo que a lista de lutadores, arenas e eventos fossem atualizados e refletissem a realidade da organização. Com um ciclo de desenvolvimento de aproximadamente três anos, EA Sports UFC 5 marcou um avanço significativo na franquia, consolidando-a como referência no gênero de simulação de artes marciais mistas.

## Recepção
EA Sports UFC 5 recebeu avaliações geralmente positivas da crítica especializada, sendo considerado um avanço significativo na franquia de simulação de artes marciais mistas.
O jogo obteve uma média de 79 pontos no Metacritic, indicando "críticas geralmente favoráveis".
Anner Smith, da IGN, atribuiu uma nota 9/10, destacando que "EA Sports UFC 5 combina habilmente elementos de simulação esportiva e jogos de luta, resultando no melhor jogo de MMA até hoje".
Brian Shea, da Game Informer, concedeu uma nota 8/10, elogiando a emoção proporcionada pelas lutas e as melhorias no Modo Carreira, embora tenha mencionado algumas limitações no elenco de lutadores e a natureza repetitiva do modo carreira.
Por outro lado, Nicholas Tan, da Game Revolution, avaliou o jogo com 6/10, criticando a falta de inovações significativas em relação ao título anterior e sugerindo que jogadores focados no modo single-player poderiam encontrar experiências semelhantes em versões anteriores da série.
No mercado do Reino Unido, EA Sports UFC 5 alcançou a sétima posição entre os jogos mais vendidos em mídia física na semana de seu lançamento.